# Nắm đấm

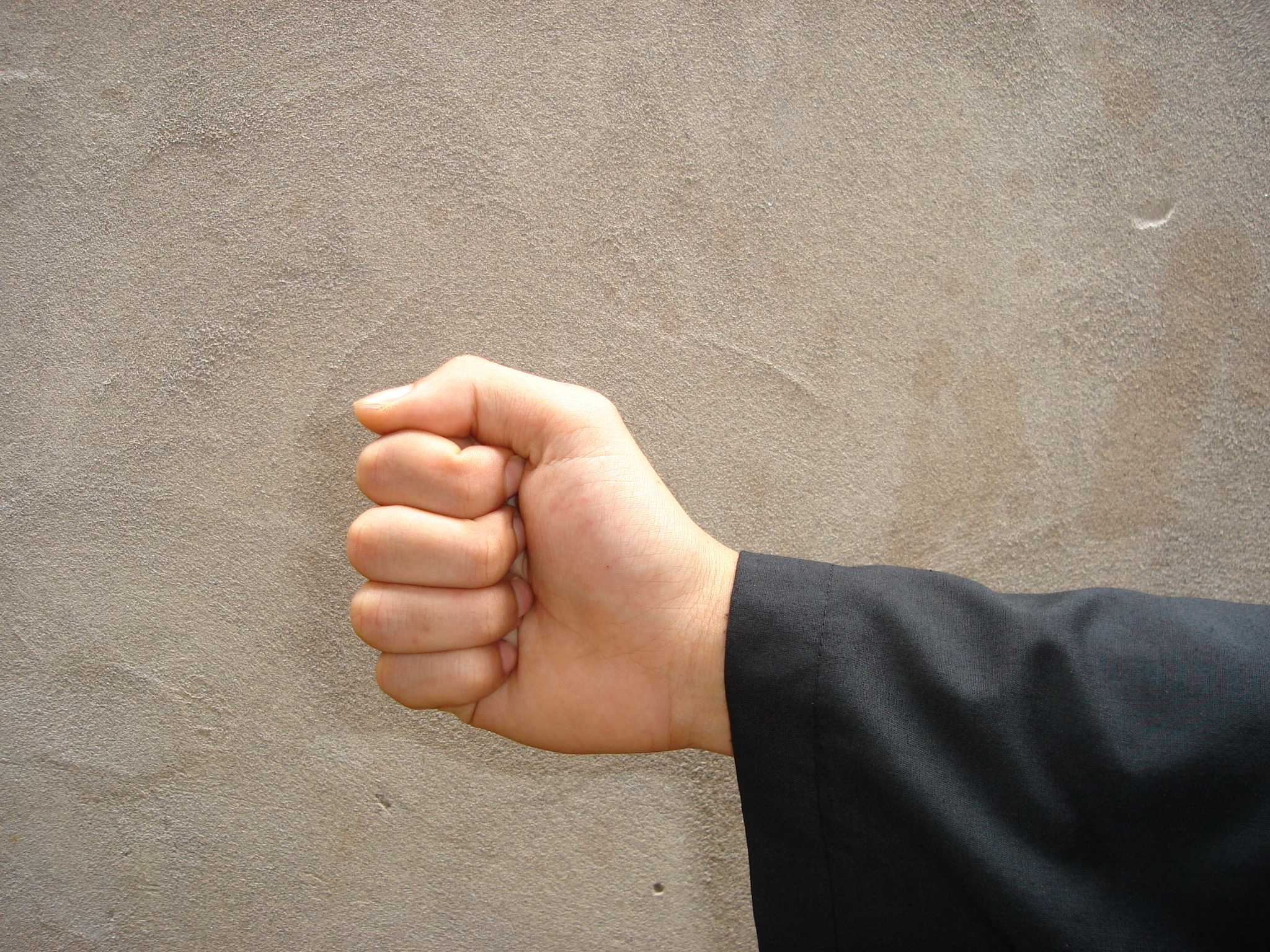
Nắm đấm tự nhiên mà con người thường nắm một cách ngẫu nhiên gọi là nắm đấm vành khuyên, với kiểu này thì khớp ngón tay cái sẽ thoải mái, nhưng bù lại là nắm đấm không siết nên không đủ lực

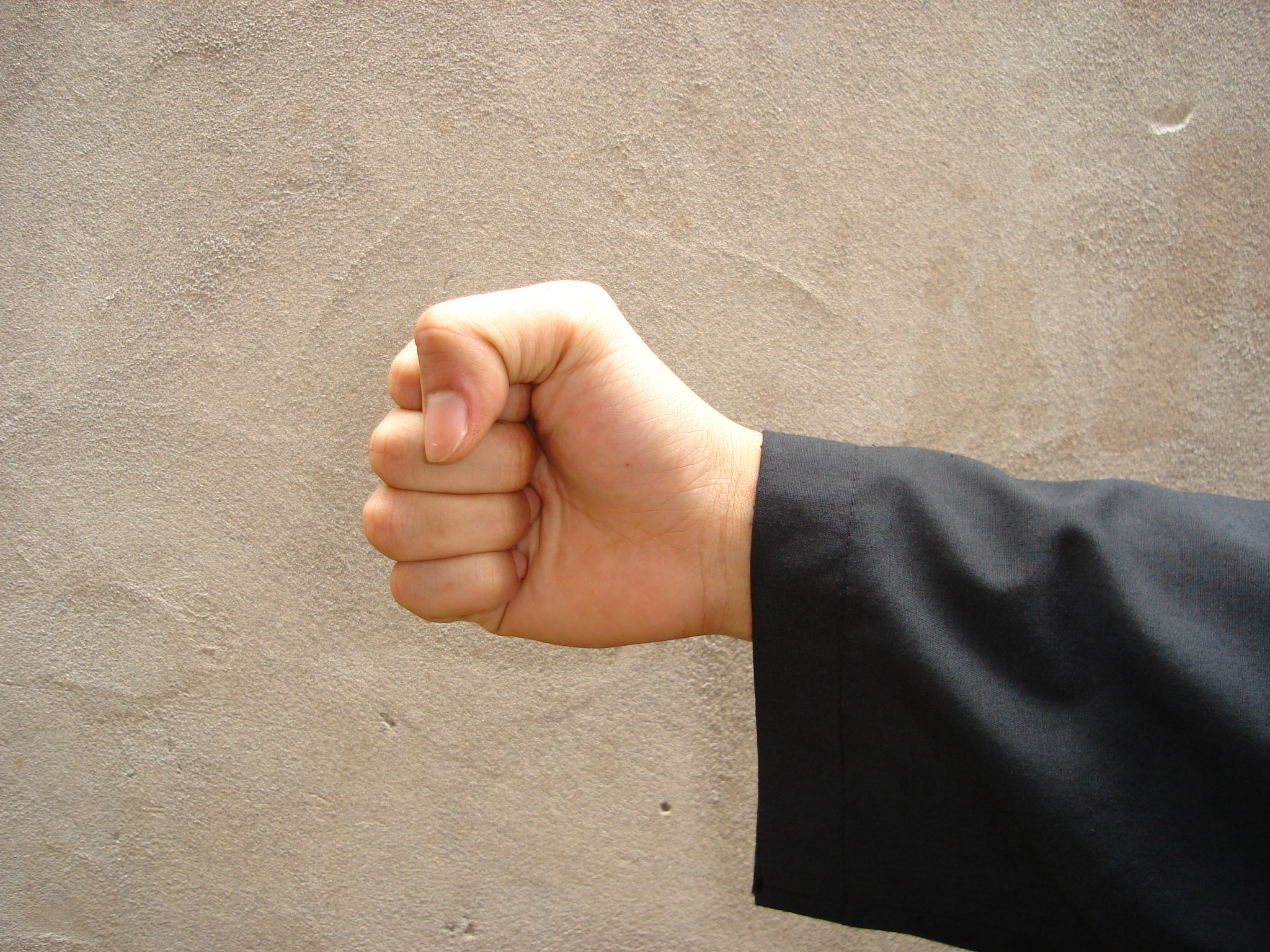
Nắm đấm cơ bản trong võ thuật

Nắm đấm là chỉ trạng thái của bàn tay con người khi các cơ ngón tay co lại. Nắm đấm tự nhiên hay nắm đấm vành khuyên là chỉ cách nắm tay một cách tự nhiên khi các ngón tay (khác ngón cái) co tự nhiên vào lòng bàn tay còn ngón tay cái thì quay bụng tiếp xúc với cạnh ngoài của ngón trỏ. Nắm đấm này từ khi sơ sinh con người thường nắm. Nắm đấm cơ bản là khi các ngón tay (trừ ngón cái) cuộn vào lòng bàn tay, đốt cuối của ngón cái đặt lên đốt thứ hai của ngón trỏ (cạnh trong của ngón cái tiếp xúc với lưng đốt thứ 2 ngón trỏ). Nắm đấm này dùng nhiều trong võ thuật gọi là quyền thuật. Lực của một cú đấm được tung ra còn phụ thuộc cả vào trọng lực và trọng lượng của cơ thể, nếu tư thế chân trụ không vững thì đòn đánh (phát kình) không phát huy hết tác dụng.